# 하야미 슈헤이
하야미 슈헤이(일본어: 速水 修平, 2000년 11월 11일~)는 일본의 축구 선수이다.

## 구단 경력
그는 2023년 J2리그의 이와키 FC에 입단했다. 2025년 J3리그의 반라우레 하치노헤로 이적했다.